# Plaza de toros de Salamanca
La Plaza de Toros de Salamanca, conocida como La Glorieta, está situada entre la carretera de Fuentesaúco y la carretera de Valladolid.
Actualmente tiene un aforo de 11 800 localidades.
Está catalogada como plaza de segunda categoría y quien la gestiona es la Casa Chopera conjuntamente con el grupo mexicano Bal con la empresa BMF Toros.

## Datos históricos

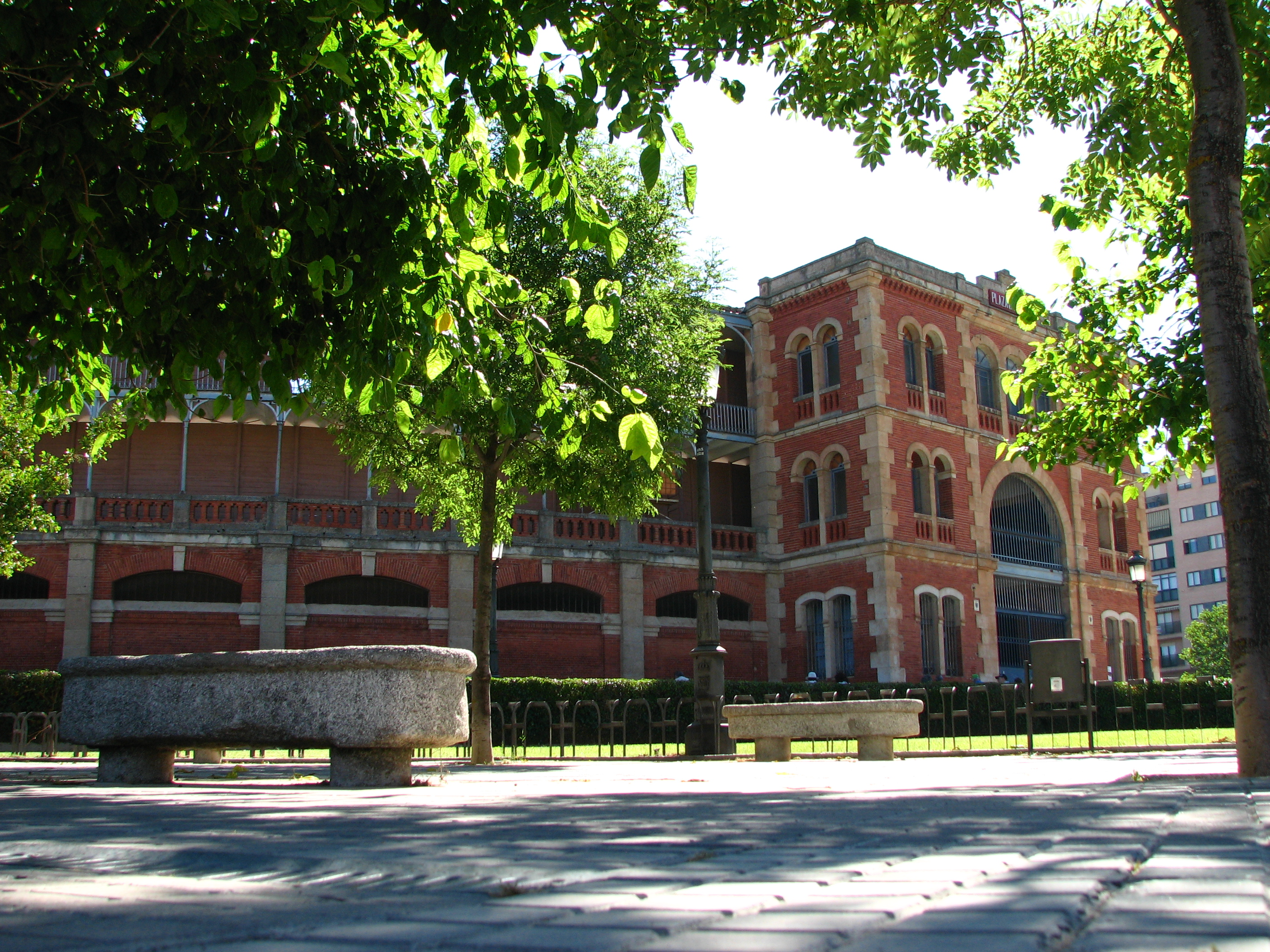
Plaza de toros de Salamanca, fachada exterior

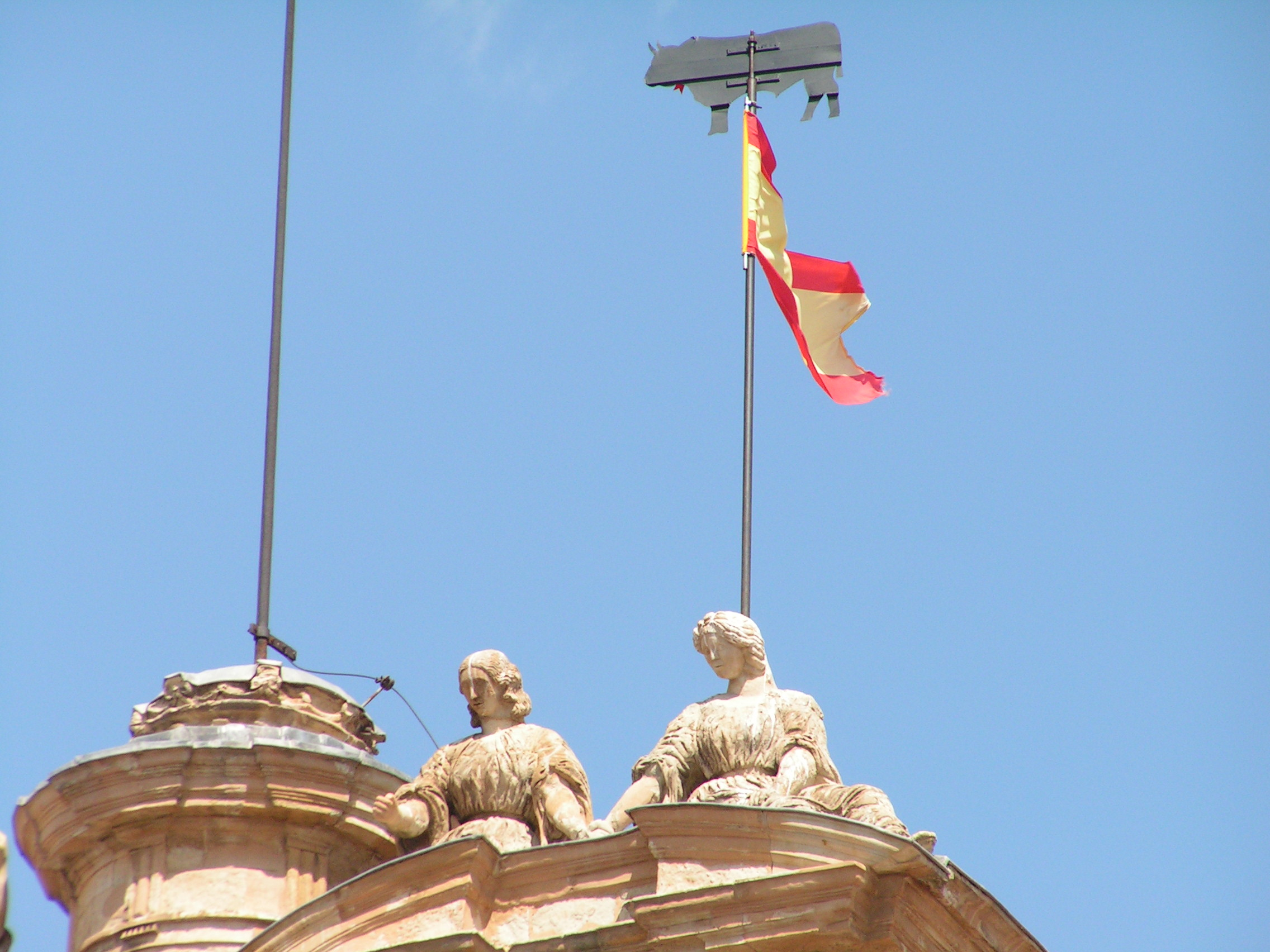
La Mariseca anuncia la celebración de la feria taurina de la ciudad charra

La construcción de esta plaza de toros comenzó el  30 de mayo de 1892 y finalizó con su inauguración el 11 de septiembre de 1893.
Fue en 1891 cuando en las tertulias del café suizo que se sucedían cómo era costumbre los días posteriores a la feria entre aficionados, comerciantes y 
empresarios surgió la idea de construir una plaza con mayor aforo que el de las anteriores existentes en la ciudad (la del campo San Francisco datada en 1840 y la segunda en 1864 construida en la Puerta Zamora) debido a la gran demanda y exitosa asistencia de aficionados del mundo taurino que era el principal atractivo de la feria en aquellos tiempos.
Este hecho hizo que, el 25 de octubre de 1891, se constituyera una sociedad anónima llamada "La constructora de la nueva Plaza de Toros S.A", cuyo capital inicial fue de 375 000 pesetas, que fueron recaudadas gracias a la aportación de 213 familias salmantinas, de ahí que se llamara la plaza de las 200 familias.
En un momento inicial la junta estuvo formada por: 
- Presidente: Fernando Íscar, del comercio
- Vicepresidente: Eloy Lamamie de Clairac, propietario y ganadero
- Tesorero: José Martín Benito, propietario
- Contador: Vicente García Martín, del comercio
- Vocal: Lisardo Romero, industrial
- Vocal: Raimundo Faure y Salas, ingeniero agrónomo
- Secretario: Luis Huebra, del comercio

El proyecto, que fue llevado a cabo por Canals, González Domingo y Carmona, junto con el ingeniero Mariano Carderera, costó 452.193 mil pesetas.

## Características de la plaza

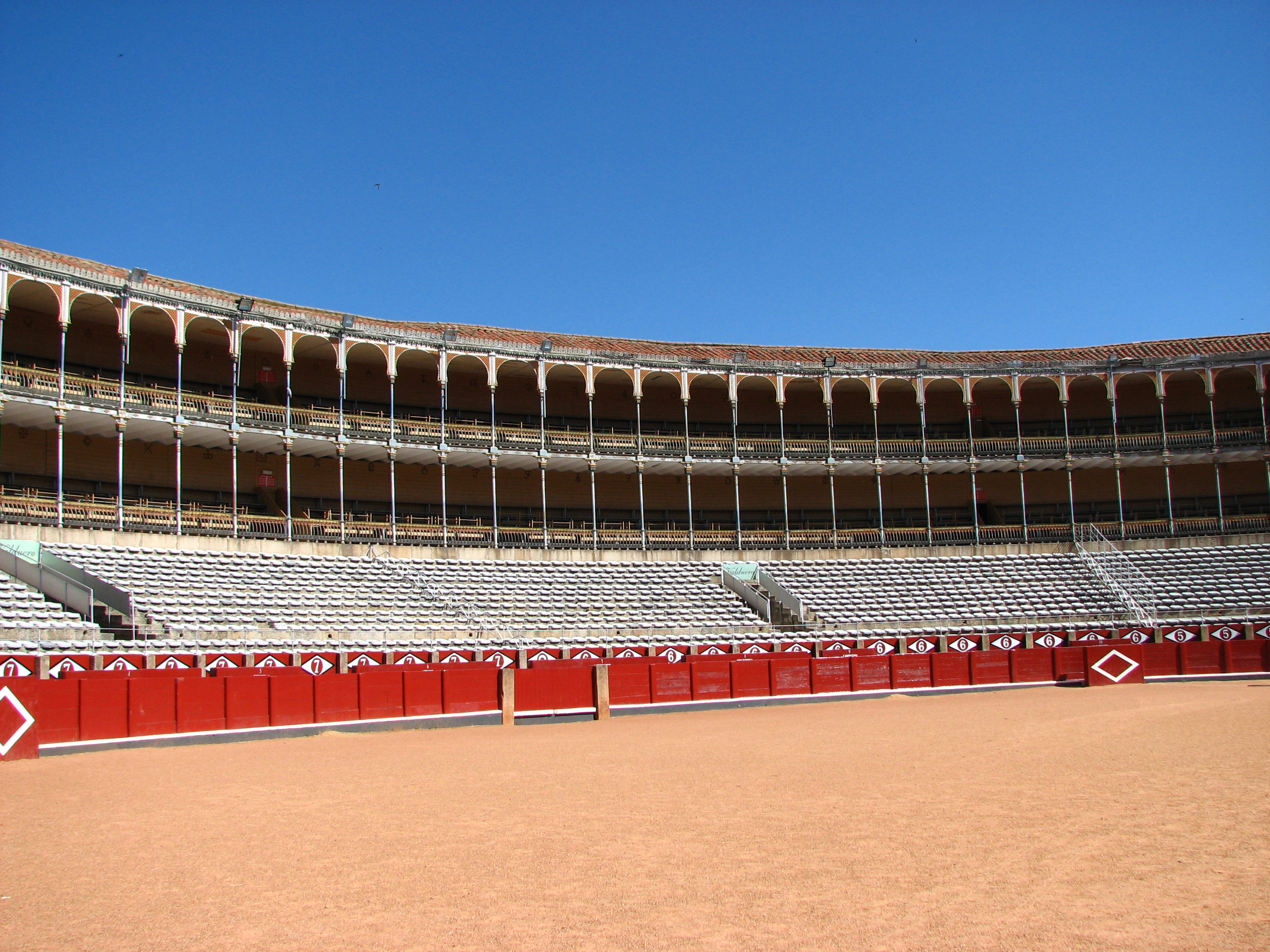
Ruedo y gradas

La arquitectura predominante es la ecléctica, siendo él hierro el material principal de su galería superior. La fachada es de ladrillo combinado con piedra de Villamayor.
Destacable es el arco de triunfo en la puerta principal que se extiende a los dos pisos, además en los palcos interiores se muestran detalles propios de la decoración arabesca.
El aforo inicial era de 5 839 espectadores en el tendido, 2 722 en las gradas y 2 297 en palcos y andanadas.
En 1993 la empresa elevó el número de asientos, ascendiendo así a un aforo de 11 800 localidades.
La circunferencia central tiene una medida de cincuenta y cuatro metros y el círculo exterior de ochenta y ocho metros.

## Inauguración

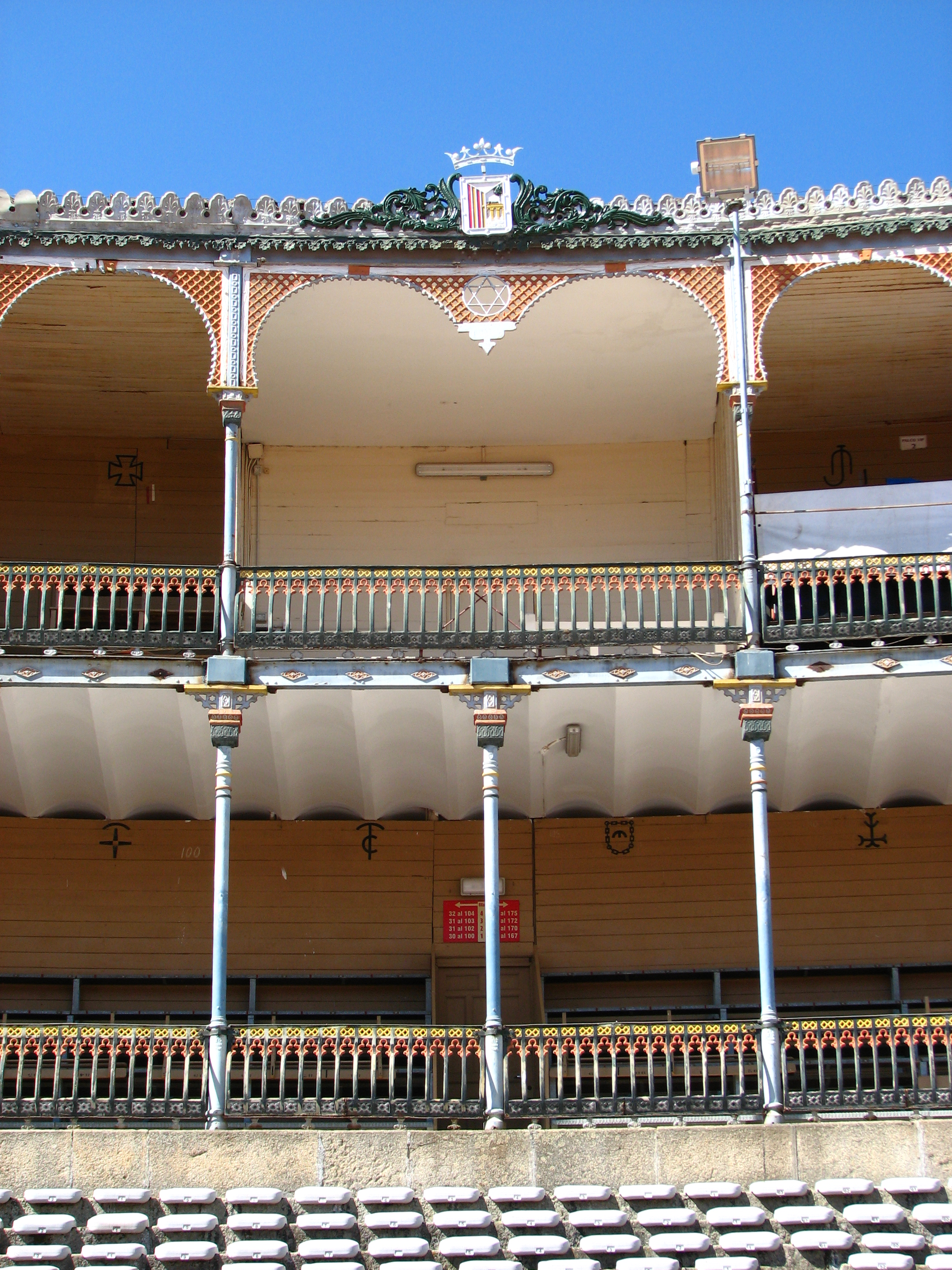
Palco presidencial

Lo toreros encargados de inaugurar la plaza tenían que ser D. Luis “Mazzantini” y D. Rafael Guerra “Guerrita”, sin embargo el percance que sufrió “Guerrita” en Murcia siendo cogido en el cuello, impidió la asistencia del torero a la inauguración de la plaza el día 11 de septiembre de 1893, coincidiendo con el principio de la feria de dicho año, y fue sustituido por Rafael Bejarano “Torerito”, en las corridas de los días 11 y 12 cuya ganadería anunciada fue la de Eloy Lamamie de Clairac y en el cartel del día 13 el encargado de sustituirlo fue Antonio Arana Carmona “Jarana”, compartiendo cartel con los dos matadores anunciados los días anteriores.
La fuerte lluvia caída el día de la inauguración, no impidió la celebración del festejo con un lleno total de la plaza.

## En la actualidad
La plaza no solo ha sido testigo de la celebración de las corridas de toros a lo largo de los años, si no que ha servido para múltiples usos, en el año 1960 se celebró un rodeo benéfico protagonizado por militares estadounidenses de la Base Aérea de Morón de la Frontera; en el año 2011 La Glorieta salmantina fue meta de una de las etapas contrarreloj de la vuelta ciclista España. Es habitual que en el recinto se den conciertos.
Los principales festejos taurinos que se celebran son en septiembre, coincidiendo con las fiestas de Salamanca de la Virgen De la Vega el día 8, y el 21 de dicho mes que corresponde a la festividad de San Mateo, junto con el 12 de junio que es el día de San Juan de Sahagún, patrón de la ciudad Desde el año 2012 con motivo de la festividad del santo no se celebran funciones taurinas, siendo el último festejo celebrado un festival benéfico a favor del banderillero Javier Roda, gravemente herido en un accidente de circulación. En junio de 2025, se volvió a celebrar una corrida de toros por las festividades del patrón, en la que Morante de la Puebla cortó un rabo.